# Бугекер, Феридун
Феридун Исмаил Бугекер или, согласно некоторым источникам, Ферудун Бугакер (тур. Feridun İsmail Buğeker; 5 апреля 1933, Стамбул — 6 октября 2014, Стамбул) — турецкий футболист, нападающий. Значительную часть своей карьеры провёл в «Фенербахче». В 1955—1961 годах он играл за «Штутгартер Кикерс», став одним из первых турецких футболистов в немецком футболе. Со сборной Турции он участвовал в чемпионате мира 1954 года.

## Клубная карьера
Изначально Бугекер занимался несколькими видами спорта. Наряду с футболом он уделял внимание другим видам спорта, включая лёгкую атлетику. Он побегал 100 метров за 11,3 секунды и 200 метров за 24 секунды. Бугекер играл в различных школьных и дворовых футбольных командах, в 1949 году он присоединился к молодёжному составу «Бейоглуспора». Через несколько недель его приняли в первую команду, за которую он играл следующие три года своей карьеры.
Летом 1952 года он перешёл в турецкий гранд, «Фенербахче». Он сразу же вошёл в стартовый состав клуба. В том сезоне он сыграл все матчи лиги, забив шесть голов. Со своим клубом он выиграл Профессиональную лигу Стамбула. В мае 1953 благодаря уверенным выступлениям за клуб Бугекер дебютировал за сборную Турции.
Помимо футбола Бугекер учился на архитектора в Стамбульском техническом университете, его преподавателем был Пауль Бонац. По другим источникам, Бугекер учился на факультете машиностроения. Он продолжал играть за «Фенербахче» до лета 1955 года. Бугекер получил несколько предложений из-за рубежа, прежде всего из Италии и Германии. Он намеревался продолжать учёбу за границей и в то же время играть в футбол. Бугекер переехал в Штутгарт, подписав контракт со «Штутгартер Кикерс», также он учился в местном университете, где снова встретился с Паулем Бонацем. Бугекер стал представителем Штутгартской школы архитектуры. По другим источникам, он учился на инженера. Он быстро зарекомендовал себя в новой команде, став игроком стартового состава. В конце 1957 года он сломал ногу и пропустил несколько месяцев. Во время своего пребывания в Штутгарте он каждый год брал отпуск и навещал родную Турцию, в это время он тренировался со своим бывшим клубом «Фенербахче».
Весной 1961 года Бугекер завершил учёбу, после чего вернулся в Турцию, в свой бывший клуб «Фенербахче». Он поиграл там несколько лет, а затем закончил свою футбольную карьеру.

## Национальная сборная
После того как Бугекер в 1953 году хорошо проявил себя в выступлениях за «Фенербахче», тренер сборной Турции, Сандро Пуппо вызвал его на матч против Швейцарии. 25 мая 1953 года Бугекер дебютировал в национальной сборной.
В 1953 году он также играл за вторую сборную Турции.
Он также был вызван в сборную Турции на чемпионат мира 1954. По итогам группового этапа у Турции было одинаковое число очков с ФРГ. Хотя у команды Бугекера была лучшая разница забитых и пропущенных, тогда в таких случаях назначался дополнительный матч. Эту встречу выиграла Германия со счётом 7:2. Бугекер сыграл в двух матчах своей команды на турнире. После Кубка мира Бугекер не играл за сборную.